# Liste der Kulturdenkmäler in Gundersheim
In der Liste der Kulturdenkmäler in Gundersheim sind alle Kulturdenkmäler der rheinland-pfälzischen Ortsgemeinde Gundersheim aufgeführt. Grundlage ist die Denkmalliste des Landes Rheinland-Pfalz (Stand: 25. März 2025).

## Einzeldenkmäler
| Bezeichnung                             | Lage                                             | Baujahr                            | Beschreibung | Bild                           |
| --------------------------------------- | ------------------------------------------------ | ---------------------------------- | --- | ------------------------------ |
| Katholisches Pfarrhaus                  | Am Haspel 1 Lage                                 | 1731                               | Barockbau, bezeichnet 1731, mit älteren Teilen, Hofpforte bezeichnet 1763 | BW                             |
| Wohnhaus                                | Am Römer 8 Lage                                  | 1702                               | barockes Wohnhaus, teilweise (Zier-)fachwerk, bezeichnet 1702, Torhaus mit Fachwerkobergeschoss; ehemalige Schmiede | BW                             |
| Bürgerhaus                              | Am Römer 9 Lage                                  | 1584                               | ehemaliges Wohnhaus, teilweise um 1870, teilweise vom Anfang des 19. Jahrhunderts, im Kern älter, bezeichnet 1584 | Fotos hochladen                |
| Heiligenhäuschen                        | Am Schulberg 1 Lage                              | 19. Jahrhundert                    | Heiligenhäuschen, 19. Jahrhundert, barocke Heiligenfigur, 18. Jahrhundert | BW                             |
| Rat- und Schulhaus                      | Am Schulberg 2 Lage                              | 1843                               | ehemaliges Rat- und Schulhaus; klassizistischer Putzbau, 1843 | BW                             |
| Katholische Pfarrkirche St. Remigius    | Am Schulberg 3 Lage                              | 1491                               | spätgotischer Chor, bezeichnet 1491, spätgotischer Westturm, 1521–24, dreischiffige neuspätgotische Stufenhalle, 1910–13; Reste der spätmittelalterlichen Friedhofsbefestigung, Ausgangspunkt eines Keller- und Gangsystems | weitere Bilder Fotos hochladen |
| Evangelische Kirche                     | Am Schulberg 4 Lage                              | 1726                               | im Kern barocker Saalbau, 1726, 1861 gotisierend überformt, romanisierender Westturm, bezeichnet 1892 | weitere Bilder Fotos hochladen |
| Schulhaus                               | Am Schulberg 5 Lage                              | 16. Jahrhundert                    | ehemalige katholische Schule; bezeichnet 1770, im Kern älter (16. Jahrhundert?), im 19. Jahrhundert überformt | BW                             |
| Kriegerdenkmale                         | Enzheimer Straße, auf dem Friedhof Lage          | 1895                               | Kriegerdenkmal 1870/71, Sandstein, Germania, 1895; Kriegerdenkmal 1914/18, Muschelkalk, 1935 von Hoffmann, Mainz | BW                             |
| Küferei                                 | Enzheimer Straße 8 Lage                          | 1920er Jahre                       | ehemalige Küferei „Mech. Wagnerei Fried. Jansohn“; im Werkstattgebäude der 1920er Jahre Ausstattung mit funktionsfähigen Maschinen und Werkzeug von 1924                                                                    | BW                             |
| Hofanlage                               | Jahnstraße 14 Lage                               | 1800                               | Hofanlage; eingeschossiges Wohnhaus, teilweise Fachwerk, bezeichnet 1800 | BW                             |
| Postmühle                               | Mühlgässchen 10 Lage                             | 1595                               | ehemalige Postmühle; Vierflügelanlage; Krüppelwalmdachbau, Fachwerkgiebel, Mühlenteil bezeichnet 1595, spätbarocke Erneuerung, Portal bezeichnet 1806, Scheune bezeichnet 1831                                              | BW                             |
| Hofanlage                               | Sionerhofstraße 10 Lage                          | 17. Jahrhundert                    | Hofanlage; barockes Wohnhaus, teilweise Zierfachwerk, im Kern aus dem frühen 17. Jahrhundert, Schweinestall 19. Jahrhundert                                                                                                 | BW                             |
| Wohnhaus                                | Wormser Straße 7 Lage                            | 1717                               | barockes Wohnhaus, teilweise Zierfachwerk, bezeichnet 1717 | BW                             |
| Weinbergshaus                           | südöstlich des Ortes; Flur Im Himmerich Lage     | erste Hälfte des 19. Jahrhunderts  | Weinbergshaus, Kuppelrundbau, Bruchstein, wohl aus der ersten Hälfte des 19. Jahrhunderts | Fotos hochladen                |
| Weinbergshaus                           | südöstlich des Ortes; Flur Honigäcker Lage       | erste Hälfte des 19. Jahrhunderts  | Weinbergshaus, Kuppelrundbau, Bruchstein, wohl aus der ersten Hälfte des 19. Jahrhunderts | BW                             |
| Kalkofen und Pulvermagazin Jakob Finger | südwestlich des Ortes; Flur Beim Zeller Weg Lage | ab um 1872                         | Kalkbrennofen; Bruchstein-Stützmaueranlage, um 1872; Pulvermagazin; gewölbter Erdkeller, um 1880–90 | BW                             |
| Mönch-Bischheimerhof                    | westlich des Ortes Lage                          | 1830er Jahre                       | weitläufiges, von Mauer umgebenes Areal mit Hofanlage und Park, bestehend aus Herrenhaus, zwei Wirtschaftsgebäuden und 15-jochigem Gewölbestall, 1830er Jahre                                                               | BW                             |
| Weinbergshaus                           | westlich des Ortes; Flur Goldberg Lage           | zweite Hälfte des 19. Jahrhunderts | Weinbergshaus, Rundturm, zweite Hälfte des 19. Jahrhunderts | BW                             |

## Ehemalige Kulturdenkmäler
| Bezeichnung | Lage                  | Baujahr         | Beschreibung                                                                                         | Bild |
| ----------- | --------------------- | --------------- | --- | ---- |
| Wohnhaus    | Altbachstraße 34 Lage | 18. Jahrhundert | barockes Fachwerkhaus, 18. Jahrhundert; Scheune, 18. oder 19. Jahrhundert; aus Denkmalliste gelöscht | BW   |